# Nacionalistes Bascos
Nacionalistes Bascos (NV) va ser el nom adoptat per una coalició electoral que es va presentar a les eleccions al Parlament de Navarra de 1979 celebrades el 3 d'abril de 1979. El seu cap de llista era el membre del Partit Nacionalista Basc (PNB) Manuel de Irujo. Integraven la coalició el PNB, Acció Nacionalista Basca, Euskadiko Ezkerra, ESEI i el Partit del Treball d'Espanya. Van obtenir 12.845 vots (5,06%) i tres escons.